# Luo Guanzhong
Luo Guanzhong (1330 ?-1400 ?) (chinês tradicional:羅貫中, chinês simplificado:罗贯中) foi um escritor chinês. Autor de novelas históricas, em particular de Romance dos Três Reinos (三國演義), romance histórico chinês baseado nos eventos dos anos turbulentos próximos do fim da Dinastia Han e da era dos Três Reinos da China, começando em 169 e terminando com a reunificação do reino em 280.. Supõe-se que terá ajudado Shi Nai'an (se é que este último existiu e não foi um dos seus pseudónimos) a redigir Margem da Água (水滸傅).